# Bergantino
Bergantino är en ort och kommun i provinsen Rovigo i regionen Veneto i Italien. Kommunen hade 2 526 invånare (2018).